# Маджама
Маджама — у грузинському віршуванні — різновид шаїрі (чотиривірша з омонімічними римами).
Втілений у поемі Ш. Руставелі «Витязь у тигровій шкурі», перекладеній М. Бажаном:
Славлю я любов високу, душ піднесену потугу,
Що її не вкласти в слово, в нашу мову недолугу.
Дар небес — таке кохання, неземне стремління духу, —
Хто до нього прагне, мусить знести горе, злидні й тугу.